# Kore (måne)
Kore (S/2003 J14) är en av Jupiters månar. Den upptäcktes den 8 februari 2003 av en grupp astronomer vid University of Hawaii. Kore är cirka 2 kilometer i diameter och roterar kring Jupiter på ett avstånd av cirka 24 011 000 kilometer.